# 乳香鱼
乳香鱼（学名：Lactarius lactarius）为乳香鱼科乳香鱼属下唯一的鱼类，俗名乳鲭。分布于热带印度太平洋、台湾岛以及中国南海、东海等海域，多见于沿岸的沙地上。该物种的模式产地在印度特蘭奎巴。
体长约40公分，银白色。背鳞蓝灰色，鳍淡黄。
乳香鱼的肉可供食用，为经济鱼类。